# Luka Bajakić
Luka Bajakić (Dalj, 30. listopada 1924. – Zagreb, 23. prosinca 2014.), hrvatski političar i sportski djelatnik.

## Školovanje i Drugi svjetski rat
Školovanje je počeo u osnovnoj školi u rodnom Dalju, a nastavio u gimnaziji u Osijeku. Dvije godine nakon završetka gimnazije kao pripadnik NOV i POJ aktivni je sudionik Drugog svjetskog rata od 1942. godine. Nakon završetka Drugog svjetskog rata studirao je pravo u Zagrebu. 

## Političko djelovanje
Član je KPJ od 1944. godine, a od 1945. do 1957. radio je u rukovodstvima Narodne omladine Hrvatske i Jugoslavije, a kasnije u Socijalističkom savezu radnog naroda Hrvatske (SSRNH). Od 1965. do 1974. zastupnik je u Saboru SR Hrvatske, a od 1978. zastupnik je SR Hrvatske Skupštine SFRJ i zamjenik predsjednika Odbora za pravosuđe Saveznog vijeća SFRJ. 

## Sportsko djelovanje
Aktivno se bavio nogometnom do 1946. u NK Omladinac u Dalju. Godine 1945. organizirao je prve sportske aktivnosti nakon Drugog svjetskog rata u Slavoniji. Bio je sportski djelatnik u raznim sportskim granama:
- 1946. bio je tajnik Okružnog odbora Fiskulturnog saveza Hrvatske za Osijek
- Od 1947. aktivno radi u Fiskulturnom savezu Hrvatske u Zagrebu, a od 1951. do 1952. tajnik je tog saveza.
- Od 1949. do 1958. Hrvatskog atletskog saveza
- 1951. i 1952. sudjeluje u planiranju i izgradnji velikih sportskih objekata u Hrvatskoj (Dotršćina, atletska staza u Splitu, Sportski centar u Makarskoj, stadion Gradski vrt u Osijeku, domovi »Partizana« u Donjem Lapcu i Udbini i dr.)
- Od 1952. do 1953. tajnik je i dopredsjednik Saveza za tjelesni odgoj Partizan Hrvatske
- Od 1960. do 1964. bio je predsjednik Upravnog odbora za unapređivanje fizičke kulture grada Zagreba i sudjeluje u izgradnji većih zagrebačkih sportskih objekata (Sportske dvorane, istočne tribine stadiona Maksimiru, te pokreće i organizira pripreme za izgradnju rekreacionog centra Jarun).
- Od 1963. do 1967. član je uprave zagrebačkog Dinama
- Od 1965. do 1966. predsjednik je Nogometnog saveza Hrvatske.
- Od 1971. do 1973. predsjednik je Nogometnog saveza Jugoslavije.
- Od 1974. do 1976. član Međunarodne komisije istog Nogometnog saveza Jugoslavije.

Posebno je pokazao interes za školovanje kadrova potrebnih fizičkoj kulturi, te je aktivno radio na pretvaranju Više škole za fizičku kulturu u Fakultet za fizičku kulturu u Zagrebu. Za postignute rezultate na području fizičke kulture dobio je brojna društvena priznanja.